# Katastrofa lotu Aerofłot 217
Katastrofa lotu Aerofłot 217 – katastrofa lotnicza samolotu Ił-62, należącego do linii Aerofłot, do której doszło 13 października 1972 roku w miejscowości Chimki w Związku Socjalistycznych Republik Radzieckich. W jej wyniku zginęły 174 osoby (164 pasażerów i 10 członków załogi), wszystkie osoby, które znajdowały się na pokładzie.
Była to najtragiczniejsza katastrofa lotnicza w ZSRR, do katastrofy lotniczej nad Dnieprodzierżyńskiem, w której zginęło 178 osób.
Wówczas była to najtragiczniejsza katastrofa lotnicza w historii, do katastrofy lotniczej w Kano, w której zginęło 176 osób.
Była to również najtragiczniejsza katastrofa lotnicza Iła-62, do katastrofy lotniczej w Lesie Kabackim, w której zginęły 183 osoby.

## Wypadek
Krótko przed oczekiwanym lądowaniem załoga otrzymała instrukcje od kontroli ruchu lotniczego, aby zniżyć lot maszyny do 400 metrów. Piloci potwierdzili i rozpoczęli zniżanie. Gdy samolot minął znacznik 400 metrów, samolot kontynuował zniżanie z prędkością 620 km/h i prędkością pionową 12 m/s, aż uderzył w ziemię. Przyczyna wypadku nigdy nie została ustalona.

## Pasażerowie
| Obywatelstwo | Pasażerowie | Załoga | Razem |
| ------------ | ----------- | ------ | ----- |
| ZSRR         | 108         | 10     | 118   |
| Chile        | 38          | –      | 38    |
| Algieria     | 6           | –      | 6     |
| Australia    | 1           | –      | 1     |
| NRD          | 1           | –      | 1     |
| Razem        | 164         | 10     | 174   |